# Nomada roberjeotiana
Nomada roberjeotiana là một loài Hymenoptera trong họ Apidae. Loài này được Panzer mô tả khoa học năm 1799.